# Daniel Asenov
Daniel Asenov est un boxeur bulgare né le 17 mai 1997.

## Carrière
Sa carrière amateur est principalement marquée par deux médailles d'or remportées aux championnats d'Europe de 2015 et 2017 dans la catégorie poids mouches.

## Palmarès

### Championnats d'Europe
- Médaille de bronze en -54 kg en 2022 à Erevan, Arménie
- Médaille d'or en -52 kg en 2017 à Kharkiv, Ukraine
- Médaille d'or en -52 kg en 2015 à Samokov, Bulgarie

### Jeux européens
- Médaille d'argent en -52 kg en 2019 à Minsk, Biélorussie